# Khameneh
Khameneh ou Khamaneh (en persan : خامنه) est une ville du nord-ouest de l'Iran située dans la province de l'Azerbaïdjan oriental, à environ 72 km de Tabriz.

## Histoire
L'industrie principale de Khameneh était autrefois le tissu et la laine. L'école Marefat (Nesar), la première école de la région de Shabestar, a été construite à Khameneh en 1899.

## Personnalités liées à Tabriz
Khameneh est la ville d'origine du père de l'actuel chef de l'état iranien, l'Ayatollah Ali Khamenei, qui se nomme Javad Khamenei.